# ウェディングケーキ
ウェディングケーキ（英: wedding cake）は、結婚式で用いるケーキである。

## 各国のウェディングケーキ

### イギリス
ウェディングケーキのスタイルは国によって様々だが、有名なのはイギリスのものである。イギリスの伝統的なウェディングケーキは、フルーツケーキ（ドライフルーツ入りのバターケーキ）をマジパンで覆い、シュガーペーストまたはアイシングを重ねた上で、砂糖細工等の飾りを施したものである。酒に漬けた果物を用いていることと、表面が砂糖で覆われていることから腐敗しにくく、冷暗所で1年間日持ちするとされる。形状は、大・中・小の３つのケーキを重ねて柱で支えるものが標準的である。3段のケーキにはそれぞれ意味があり、一番下の段は結婚披露宴の出席者に振る舞い、中段は列席できなかった人に後日配り、最上段は結婚1周年の記念日または第1子の誕生の際に家族で味わうとされている。

### 日本
日本では、第二次世界大戦後にウェディングケーキが一般に認知されるようになり、1970年代から1980年代にかけて風習化していった。1970年代以降に普及したのはイミテーションケーキ（白い樹脂などで作られた模造品のケーキ）であったが、近年では食べられる生ケーキが主流である。

### その他の地域
フランスの結婚式では、小さなシュークリームを積み上げたクロカンブッシュを作り、式の後に取り崩して列席者に配ることがある。
北米のウェディングケーキはイギリスとおおむね同じような形式に発展したが、特徴的な習慣として、2種類のケーキを用意することが挙げられる。一方は花嫁の白いケーキで、祝宴の席で切り分けて食べる。もう一方は、持ち帰り用とされる花婿の褐色のケーキで、かつてはフルーツケーキだったが、2012年時点での主流はチョコレートケーキである。

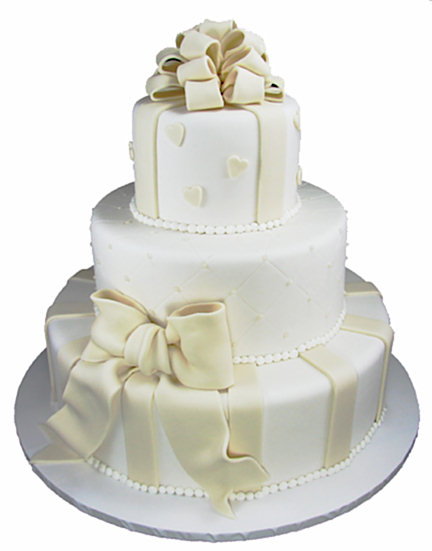
フォンダンで覆われた3段重ねのケーキ
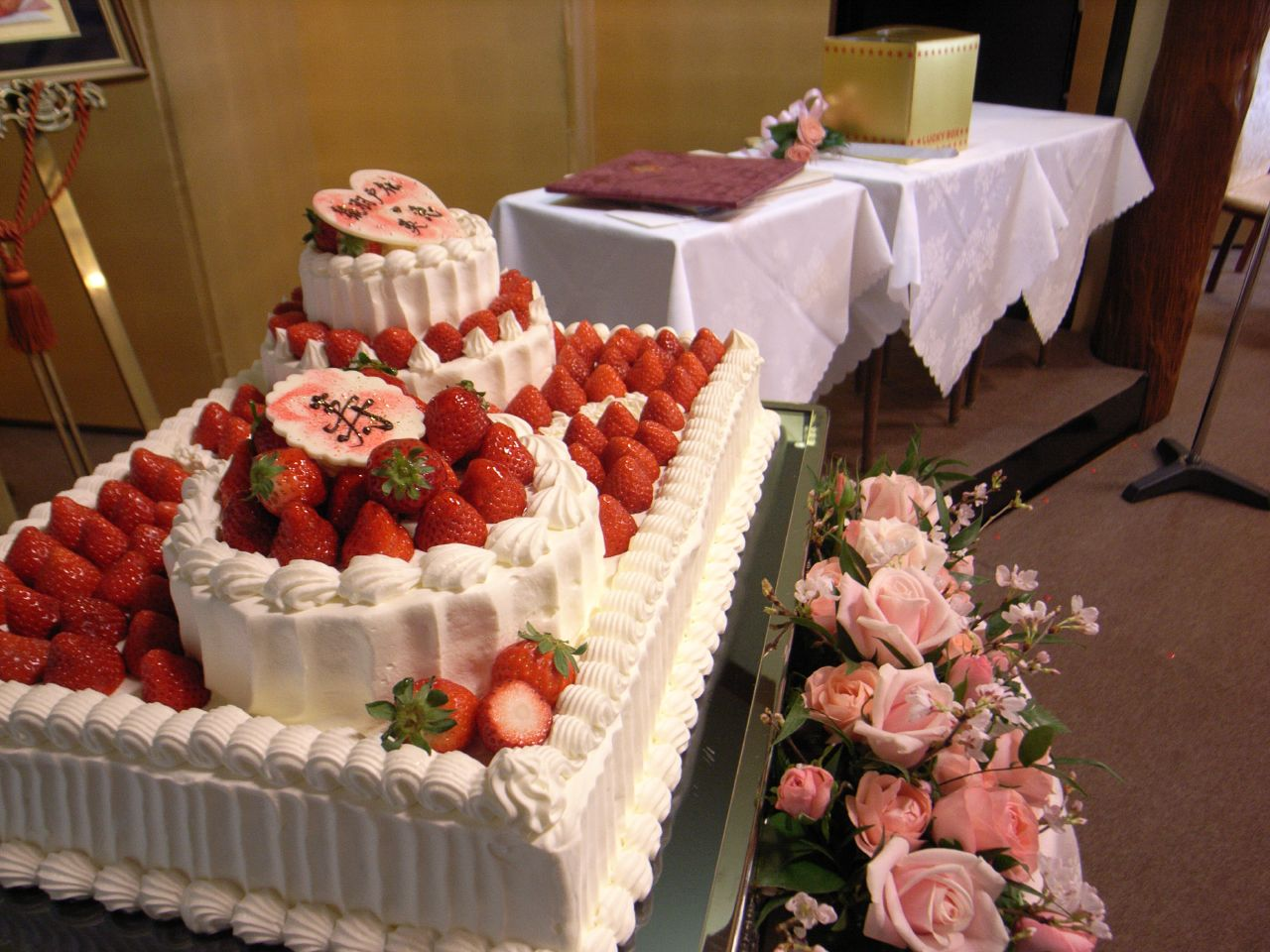
果物で装飾したウェディングケーキ（2007年、日本）
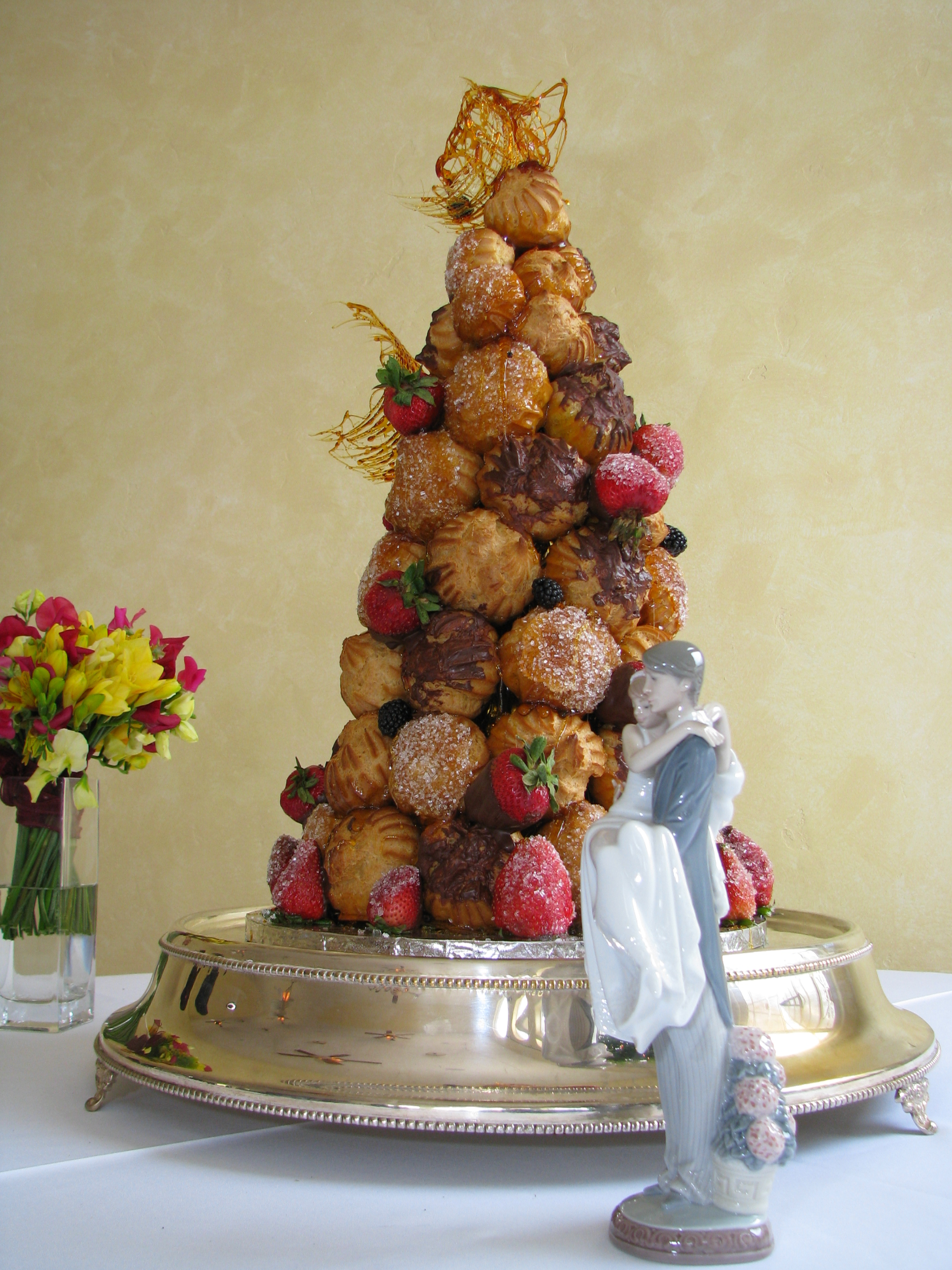
クロカンブッシュ

## 歴史

### 前史
世界の婚姻儀礼には、花嫁と花婿が共食により絆を深めるという儀式が見られるが、古代ヨーロッパにおいても、ギリシアではゴマのケーキを、ローマではファールという穀物のケーキを婚礼で食す習慣があった。

### イギリスでの歴史
中世イングランドの婚姻儀礼においては、装飾したパン菓子を教会に運んで祝福を受けた後、家に戻って花嫁の頭上で割り、祝宴で振る舞うという習慣があった。
今日のウェディングケーキに類似したものが登場するのは18世紀である。1769年、マンチェスターの菓子職人エリザベス・ラフォールドが、自著の中で、アイシングで塗り固めた二層のフルーツケーキを「ブライドケーキ（花嫁のケーキ）」として紹介した。

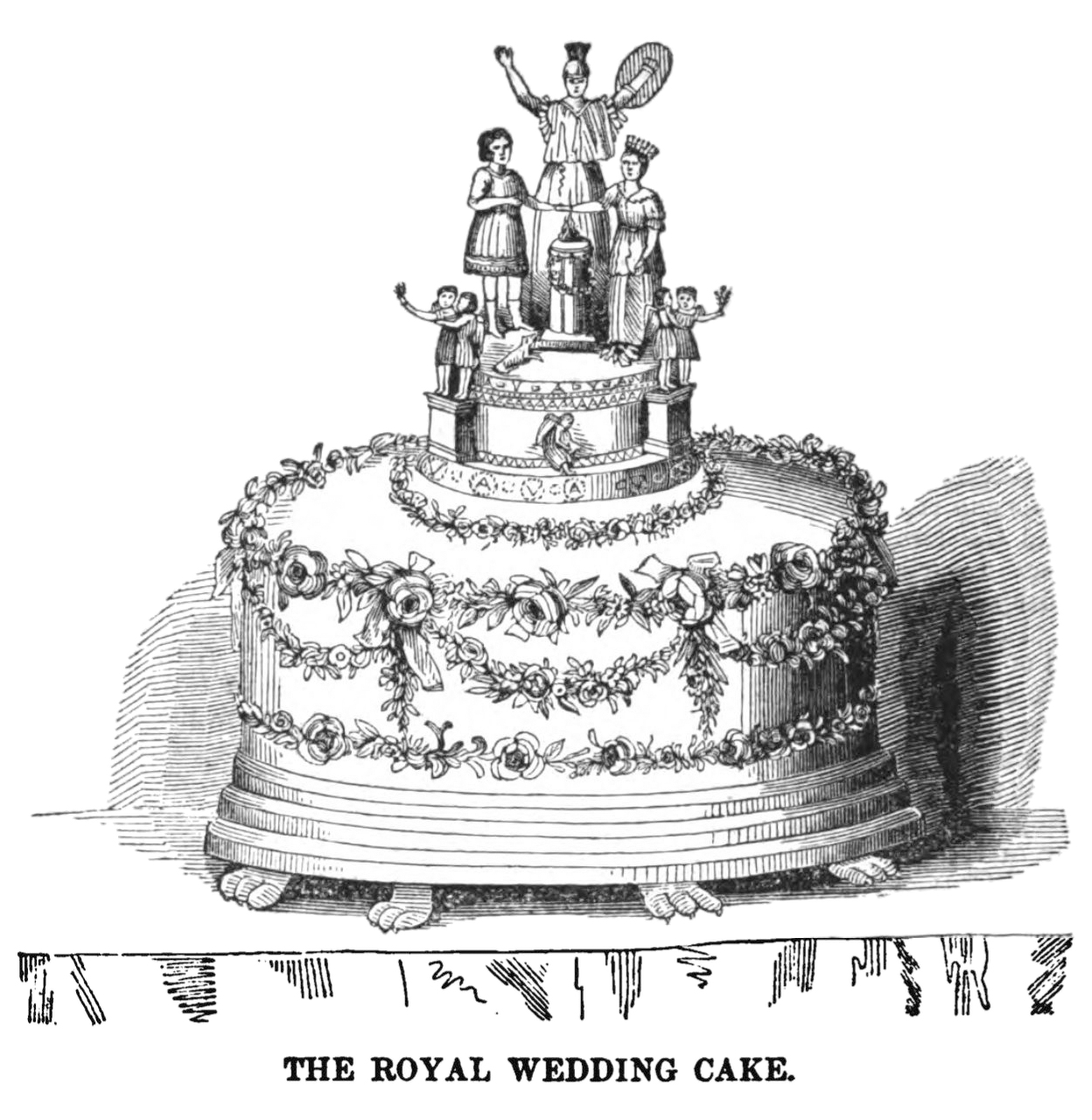
ヴィクトリア女王のウェディングケーキ（1840年）

19世紀には、イギリス王室の結婚式で、装飾的な砂糖細工を施したウェディングケーキが登場するようになった。イギリスでは中世以来、結婚式や戴冠式にあたり、高価な砂糖製の細工菓子が振る舞われていたが、1840年に行われたヴィクトリア女王の結婚式においては、菓子職人の技術力の向上等を背景に、従来に比べて高度な技法を用いたウェディングケーキが作られた。ヴィクトリア女王のウェディングケーキは、円周約274センチメートル、重量約136キログラム超であり、ケーキの上には、高さ約30センチメートルの砂糖細工の彫像が飾られていた。ヴィクトリア女王のケーキは1段だったが、1858年、ヴィクトリア女王の娘である第一王女のために作られたウェディングケーキは、高さ210センチメートルの3段構造で、一番下の段はケーキ、上の2段は砂糖細工で作られていた。
このような王室の豪華なウェディングケーキは、次第に社会にも影響を及ぼしていった。ヴィクトリア朝初期から中期においては、裕福なカップルを除き、結婚披露宴の料理は手作りするのが基本であった。しかし、王室のウェディングケーキに注目が集まり、菓子職人たちがケーキの改良を重ねていく中で、1880年代にはウェディングケーキの広告が雑誌に載るようになるなど、プロが焼くケーキを購入する習慣が浸透していった。20世紀初頭には、フルーツケーキを3段に重ねてアイシングを施したウェディングケーキの形が商業的に確立した。こうしたケーキが、まずは上流層や裕福な階層を中心に普及し、次第に広まっていった。また、20世紀になってから、最上段のケーキを最初の子供の洗礼式のためにとっておくという習慣が生まれた。
近年のイギリスのウェディングケーキには、伝統的なフルーツケーキではなく、チョコレートケーキやスポンジケーキが用いられることもある。王室でも、2011年に行われたウィリアム王子とキャサリン・ミドルトンの婚礼ではフルーツケーキが作られたが、2018年のヘンリー王子とメーガン・マークルのウェディングケーキは、バタークリームをのせたスポンジケーキだった。

### 日本での歴史
| 背の高いウェディングケーキ |  | ウェディングケーキを切るカップル（2017年、日本） |
| 背の高いウェディングケーキ |  | ウェディングケーキを切るカップル（2017年、日本） |

社会学者の志田基与師は、1879年（明治12年）に東京両国の菓子店「米津風月堂」が販売した祝日用のケーキが結婚式で使われた可能性があるとして、これを日本最初のウェディングケーキではないかと推測している。日本社会でウェディングケーキが一般に認知され始めたのは第二次世界大戦後で、1970年代から1980年代にかけて風習化した。前述の志田が行った調査によれば、ウェディングケーキを取り入れた結婚式は、昭和30年代（1955年から1964年）に少しずつ登場し、昭和40年代（1965年から1974年）後半には相当程度普及し、昭和50年代（1975年から1984年）には大多数を占めるようになったという。
はじめは生ケーキが使用されていたが、1970年代頃からはイミテーションのケーキが一般的になった。イミテーションケーキは、白い樹脂などで作られた模造品のケーキに、カットする部分だけ本物のケーキをはめこんだものである。生ケーキと違ってサイズを大きくしても崩れないため、写真映りや見栄えがよいことが特徴である。
1960年（昭和35年）の石原裕次郎の結婚式では、9段重ねで高さが1メートルのウェディングケーキが登場し注目された。また1965年（昭和40年）には、長嶋茂雄の結婚式で使われたケーキが「ミスタージャイアンツの背丈ほどもある」と話題になった。芸能人の間ではウェディングケーキの高さが競われるようになり、1989年（平成元年）に行われた五木ひろしと和由布子の結婚式のウェディングケーキは高さ11メートルに及んだ。しかし、昭和の終わりにこのような風潮に変化が見られ、1987年（昭和62年）に行われた郷ひろみと二谷友里恵の結婚式では、二谷の手製のウェディングケーキが登場した。その後、次第にイミテーションではない生ケーキを選ぶカップルが増え、近年では生ケーキが主流となっている。

## ケーキカット
| ウェディングケーキを切るカップル |  | ウェディングケーキを切るカップル |
| ウェディングケーキを切るカップル |  |                                  |

ヴィクトリア朝のイギリスにおいては、ウェディングケーキは新婦が切り分けてゲストに振る舞い、良い主婦となることを知らしめるものとされた。ケーキカットを新郎と新婦が共同で、来たるべき結婚生活の象徴として行った事例が確認できるのは、1930年代以降である。これはウェディングケーキの装飾が過多となった結果、一人で切り分けることが困難になったためとされる。

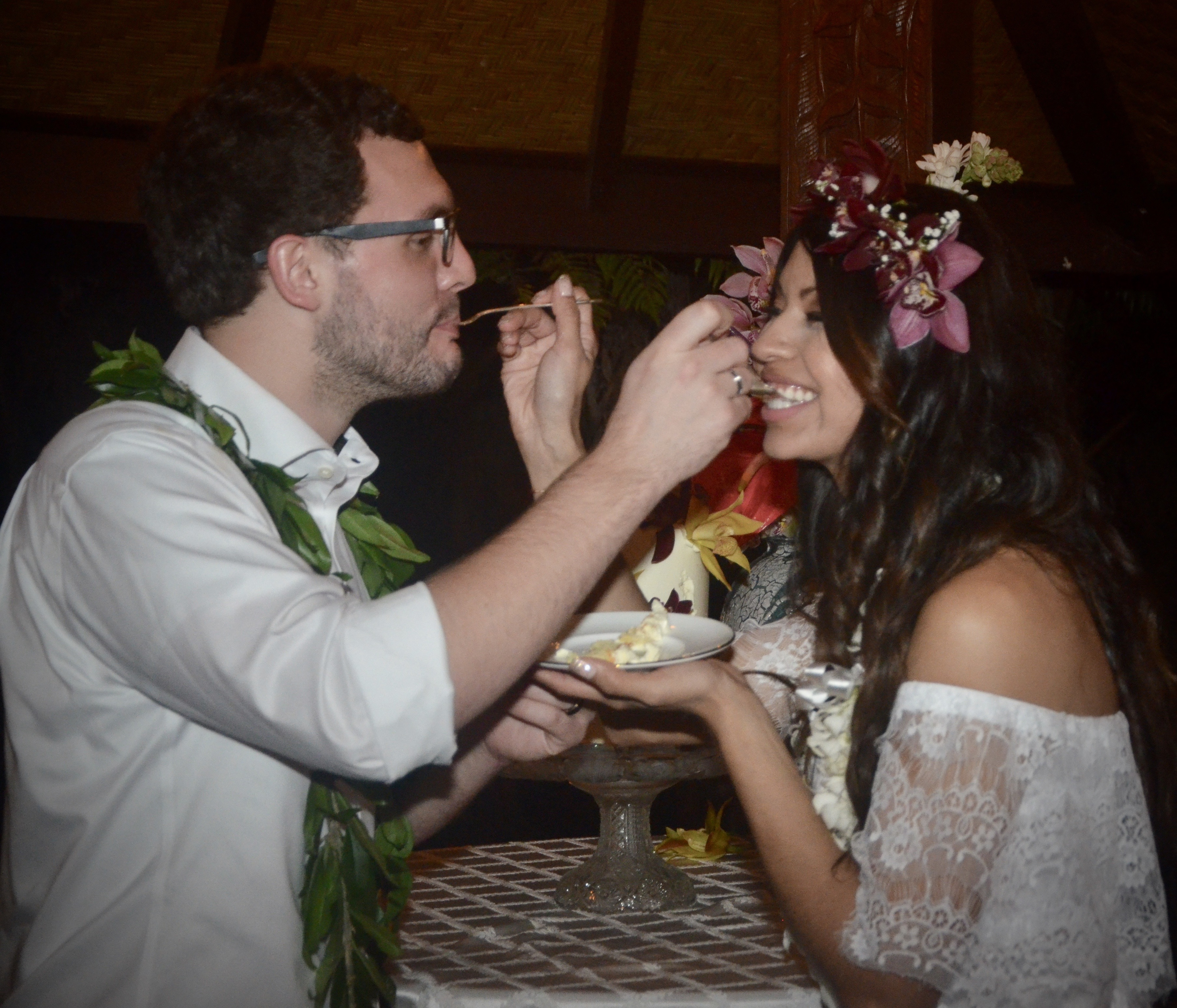
ケーキを食べさせ合うカップル

ケーキカットに付随するセレモニーとして、切り分けたケーキを新郎新婦が互いに食べさせ合う「ファーストバイト」が世界に広くみられる。日本においては、親からケーキを食べさせてもらう「ラストバイト」や、新郎新婦の両親がケーキカットを行う演出などもある。